# Стшегом
Стшѐгом (на полски: Strzegom; на немски: Striegau) е град в Югозападна Полша, Долносилезко войводство., Швиднишки окръг. Административен център е на градско-селската Стшегомска община. Заема площ от 20,49 км2.